# 2926 Кальдейра
2926 Кальдейра (2926 Caldeira) — астероїд головного поясу, відкритий 22 травня 1980 року.
Тіссеранів параметр щодо Юпітера — 3,598.